# Sha'er
Sha'er (kinesiska: 沙耳乡, 沙耳) är en socken i Kina. Den ligger i provinsen Sichuan, i den sydvästra delen av landet, omkring 210 kilometer nordväst om provinshuvudstaden Chengdu. Antalet invånare är 5 631. Befolkningen består av 2 795 kvinnor och 2 836 män. Barn under 15 år utgör 17,0 %, vuxna 15-64 år 72 %, och äldre över 65 år 10,0 %.
Genomsnittlig årsnederbörd är 1 047 millimeter. Den regnigaste månaden är juni, med i genomsnitt 231 mm nederbörd, och den torraste är december, med 5 mm nederbörd.